# Greifswald-Stralsunder Jahrbuch
Das Greifswald-Stralsunder Jahrbuch war eine wissenschaftliche Veröffentlichungsreihe zur Geschichte Pommerns, die zwischen 1961 und 1982 in der DDR herausgegeben wurde. Die Hauptthemengebiete waren die allgemeine Landes- und Ortsgeschichte, die Quellen- und Literaturkunde sowie die Geistes- und Kulturgeschichte Vorpommerns.

## Geschichte
Nachdem die Archive, Bibliotheken und Museen in Vorpommern in den 1950er Jahren die Auswirkungen des Zweiten Weltkrieges weitgehend bewältigt hatten, nahm der Umfang der Forschungen auf der Basis historischer Quellen wieder zu. Besonders nach der 500-Jahr-Feier der Universität Greifswald, für die einige historische Studien veröffentlicht wurden, und im Hinblick auf das Erscheinen des ersten Nachkriegsbandes der Baltischen Studien 1955 in Westdeutschland wurden in Vorpommern Überlegungen angestellt, auch in der DDR ein Jahrbuch zur pommerschen Geschichte herauszugeben. 
Da der Begriff „Pommern“ seit 1947 auf Befehl der SMAD nicht mehr offiziell gebraucht werden durfte und aufgrund der Politik der DDR-Regierung, die 1952 die Länder abgeschafft hatte, wurde die Gründung eines regionalen Geschichtsvereins als Träger von vornherein als unrealistisch angesehen. Herausgeber sollten deshalb die in Stralsund und Greifswald vorhandenen Archive und Museen sowie das Historische, das Kunsthistorische und das Geographische Institut der Universität Greifswald werden. Eine 1958 an der Universität erfolgte politische Säuberung verhinderte jedoch eine Beteiligung der Universitätsinstitute. Als Herausgeber fungierten daher das Kulturhistorische Museum Stralsund, das Stadtarchiv Stralsund, das Landesarchiv Greifswald, das Museum der Stadt Greifswald und das Stadtarchiv Greifswald. 
1961 erschien der erste Band im Schweriner Petermänken-Verlag. Nach der Auflösung des privaten Verlages wurde die Verlagsarbeit von Seiten des Staates dem damals volkseigenen Hinstorff Verlag in Rostock zugewiesen, wo die Bände 5 bis 7 erschienen. Ab 1968/69 übernahm der Verlag Hermann Böhlau Nachf. in Weimar die Betreuung des Jahrbuchs.
Ziel der Herausgeber war es, eine wissenschaftliche Schriftenreihe, ohne ideologische Festlegung und mit weitgehend unpolitischem Charakter zu veröffentlichen. Allerdings wurde eine angemessene Berücksichtigung der DDR-Geschichte und der Geschichte der Arbeiterbewegung als Voraussetzung für die Druckgenehmigung angesehen. Die Manuskripte mussten einer Genehmigungsstelle vorgelegt werden. Als 1971 die Bände 8 und 9 durch die SED-Kreisleitung Greifswald einer massiven politisch-ideologischen Kritik unterzogen wurden, wurde als Folge ein Redaktionsbeirat eingesetzt. Dieser hatte das Ziel, den Anteil an Aufsätzen zur neuesten Geschichte wesentlich zu erhöhen und eine stärkere Berücksichtigung der Geschichtsauffassung des Marxismus durchzusetzen. Damit geriet das Projekt in eine Krise, da einerseits die gewünschten Schriften nicht in ausreichendem Umfang zur Verfügung standen und andererseits der Verlag Absatzrückgänge in Westdeutschland und damit geringere Deviseneinnahmen befürchtete. Schließlich wurde die Herausgabe 1982 mit dem Band 13/14 eingestellt.